# Никола Боало
Никола Боало, псеудоним Депрео (фр. Nicolas Boileau, псеудоним Despréaux, 1. новембар 1636 — 13. март 1711) био је француски писац, песник и теоретичар књижевности.
Написао је „Песничко умеће“ (L'Art poétique, 1669-1674), критичко дело у стиху о књижевницима савременицима. У њему је дефинисао улогу књижевног ствараоца и кодификовао различите лирске, драмске и епске жанрове. Дело је имало велики успех и било је прихваћено као нека врста законика у књижевном стваралаштву своје епохе. 
Године 1684 Боало је, на предлог краља Луја XIV, постао члан Француске академије.